# Guido Bertini
Guido Bertini (Milano, 1º febbraio 1872 – Luvinate, 3 giugno 1938) è stato un commediografo, poeta e pittore italiano.

## Biografia
Guido Bertini nacque a Milano nel 1873, figlio di Pompeo, noto artista e uomo di spirito, pittore di vetrate, tra i cui lavori si ricorda il restauro delle antiche vetrate del Duomo di Milano, e che trasmise al figlio queste sue qualità e caratteristiche.
La caratteristica di uomo di spirito lo aiutò a superare i problemi e i contrattempi della vita, come quando nel 1898 subì perquisizioni poliziesche che gli sequestrarono numerosi manoscritti di opere dialettali da lui composte.
Questi versi lo avevano fatto conoscere come uno scrittore originale e acuto sia come poeta sia come drammaturgo, con le sue commedie incentrate su personaggi e protagonisti tipicamente milanesi, inconfondibili e coinvolgenti per gli spettatori.

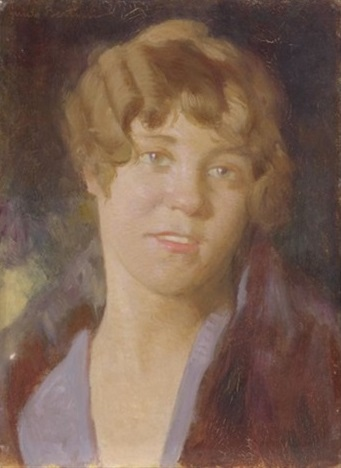
Ritratto femminile

Si dimostrò un estroso esponente del teatro milanese, ultimo erede della tradizione che ebbe in Carlo Bertolazzi il suo maggior esponente, e scrisse numerose commedie tra le quali ebbero molti consensi e successi: Osteria della scaletta, El Menagramm, On quader antigh, Le miee brutta, L'anima travasada (premiata al concorso del 1925 della Famiglia Meneghina), El zio matt, La man in del foeugh, El delitt de via Spiga, Bottega de bellezza, Pronta cassa, El diavol el fa i sò pass, ancora oggi indicative nell'angusto panorama del repertorio lombardo.
In seguito scrisse altri versi, che però non pubblicò, perché era rimasto scottato dall'avventura del 1898; solamente tre sonetti di Bertini furono rintracciati dopo la sua morte, i tre Sonett raffinaa, scoperti da Ferdinando Cesare Farra. Inoltre Guido Bertini apparteneva ad una famiglia che per tradizione eseguiva pittura su vetro, e lui stesso esordì nel campo dell'arte facendo restauri nelle antiche vetrate del Duomo di Milano e in antiche vetrate in numerosi monumenti nazionali, ma la cottura del vetro che il nonno Giovanni effettuava nella casa di Milano creava qualche problema con i suoi fumi maleodoranti e tossici, e quindi preferì ritirarsi ad un eremo a Luvinate, da dove trasse fonte di ispirazione e da dove scendeva raramente in città. In questa cascina si dedicò alla sua arte e qui, negli anni del primo XX secolo si fece conoscere come ritrattista e successivamente, negli anni venti e trenta, come commediografo apprezzato.
Nei suoi dipinti, di stile realistico, emerse non solamente il carattere del personaggio approfondito nei suoi elementi psicologici e umani, ma anche l'ambiente circostante, attraverso sfondi significativi.
Quando si trasferì a Luvinate, cominciò a trascorrere il suo tempo libero a Varese, stringendo contatti con l'ambiente culturale varesino contemporaneo e diventò amico con i pittori Domenico De Bernardi e Montanari, con lo scultore Scola e con il poeta Speri Della Chiesa Jemoli, diventando socio degli Amici dell'arte.

## Opere

### Teatro
- Osteria della scaletta;
- El Menagramm;
- On quader antigh;
- Le miee brutta;
- L'anima travasada;
- El zio matt;
- La man in del foeugh;
- El delitt de via Spiga;
- Bottega de bellezza;
- Pronta cassa;
- El diavol el fa i sò pass.

### Pittura
- Autoritratto;
- La cascina Nicò;
- Ritratto di Giuseppe Baratelli;
- Ritratto di Luigi Sommaruga;
- Ritratto di don Barzaghi;
- Ritratto dell'ingegner Torelli;
- Ritratto del notaio Jemoli.